# Camara Nangala
Camara Nangala, né le 10 novembre 1955 et mort le 12 novembre 2023, est un écrivain ivoirien.

## Biographie
Camara Nangala naît à Katiola, région de la vallée du Bandama, dans le centre Nord de la Côte d'Ivoire, le 10 novembre 1955.
Après des études en électronique et télécommunications, il devient professeur de mathématiques et de sciences physiques. Il enseigne présentement dans le secondaire général à Abidjan. Parallèlement à cet emploi salarié, Camara Nangala écrit des livres de poésies, des nouvelles, des romans et des ouvrages pour la jeunesse.
Au cours des années 1989 et 1999, il est consacré lauréat des concours Raconte-moi une histoire et Une histoire pour l'an 2000 organisés par les Éditions Centre d'édition et de diffusion africaines (CEDA), à Abidjan (Côte d'Ivoire).
Camara Nangala est considéré comme l'un des écrivains ivoiriens les plus prolifiques.

## Ouvrages
- 1998: Le cahier noir, Centre d'édition et de diffusion africaines (CEDA)[5]
- 1998: La poupée, Edicef[6]
- 1999: Le printemps de la liberté, Éditions Serpent à plumes.
- 2000: La fille au grand cœur, Éditions PUCI[7]
- 2000: Le messager, Africa Reflets Éditions (ARE)
- 2000: La ronde des hyènes
- 2003: Histoire de fous
- 2003: Le médaillon magique
- 2004: L'autre versant
- 2004: Un papy sympa, Nouvelles Éditions ivoiriennes (NEI)
- 2005: La dernière chance, Calao Éditions
- 2006: Princesse Ebla, Calao Éditions
- 2012: Zaouli
- 2017: Procès dans les entrailles de la terre
- 2021: Avec le temps: l'enfant qui va naître gaucher

- Dialogue